# Küçükköy

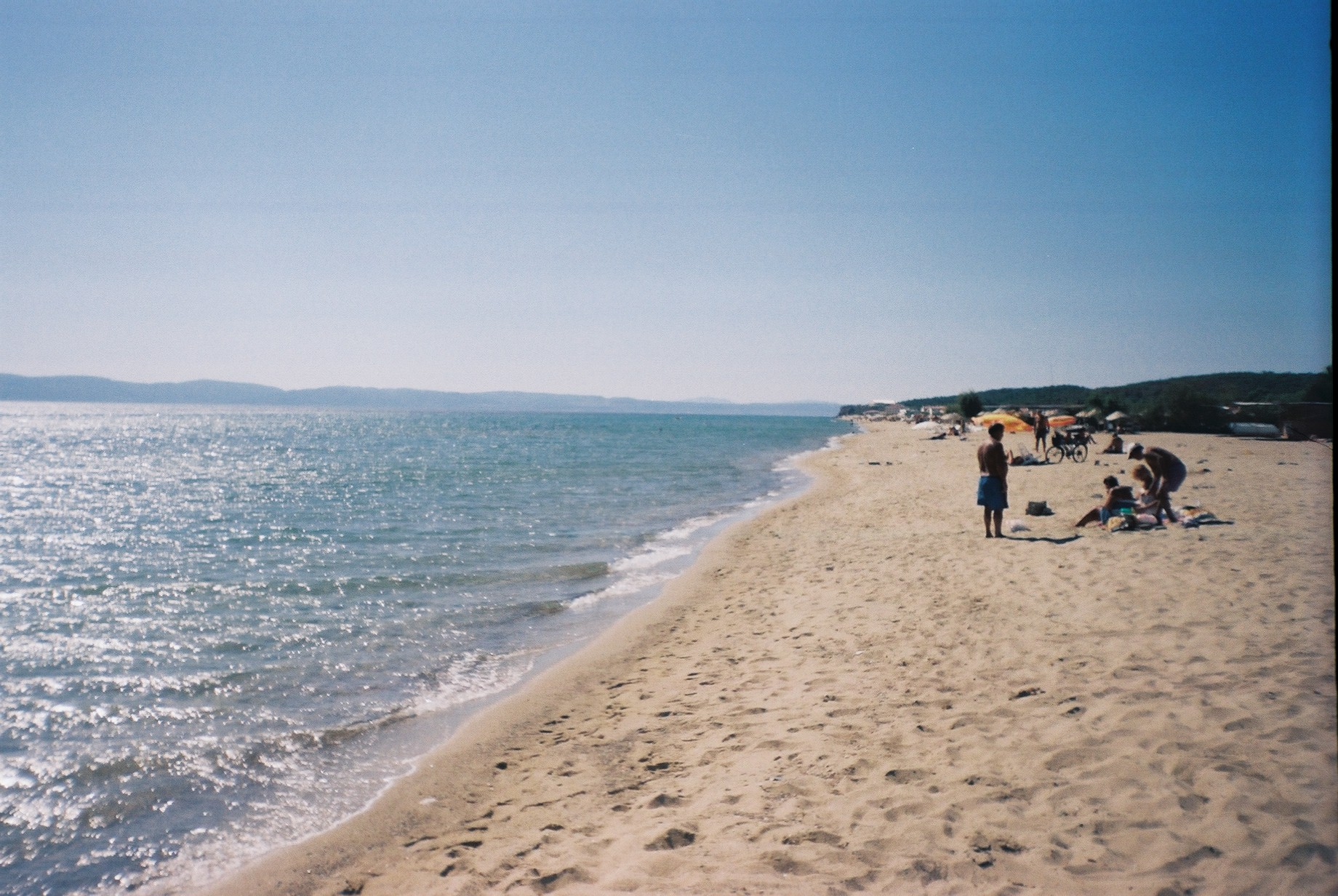
Küçükköy - plaża w Sarımsaklı

Küçükköy – miejscowość wypoczynkowa w zachodniej Turcji, nad Morzem Egejskim, kilka kilometrów na południe od miasta Ayvalık. Wzdłuż wybrzeży dzielnicy Sarımsaklı ciągną się tu piaszczyste plaże, a w oddali widoczna jest grecka wyspa Lesbos. 